# Genainville
Genainville – miejscowość i gmina we Francji, w regionie Île-de-France, w departamencie Dolina Oise.
Według danych na rok 2009 gminę zamieszkiwało 558 osób, a gęstość zaludnienia wynosiła 52 osoby/km² (wśród 1287 gmin regionu Île-de-France Genainville plasuje się na 822. miejscu pod względem liczby ludności, natomiast pod względem powierzchni na miejscu 347.).